# 18è Festival Internacional de Cinema de Berlín
El 18è Festival Internacional de Cinema de Berlín va tenir lloc entre el 21 de juny i el 2 de juliol de 1968. L'os d'Or va ser atorgada a la pel·lícula sueca Ole dole doff dirigida per Jan Troell.

## Jurat
Es va anunciar que el jurat del festival estaria format per les següents persones:
- Luis García Berlanga (president)
- Peter Schamoni
- Alex Viany
- Georges de Beauregard
- Alexander Walker
- Domenico Meccoli
- Carl-Eric Nordberg
- Gordon Hitchens
- Karsten Peters

## Pel·lícules en competició
Les següents pel·lícules van competir per l'Os d'Or:
| Títol original                  | Director(s)                          | País                   |
| ------------------------------- | ------------------------------------ | ---------------------- |
| 13 jours en France              | Claude Lelouch, François Reichenbach | França                 |
| Banditi a Milano                | Carlo Lizzani                        | Itàlia                 |
| Charly                          | Ralph Nelson                         | Estats Units           |
| Chronik der Anna Magdalena Bach | Jean-Marie Straub, Danièle Huillet   | RFA, Itàlia            |
| Come l'amore                    | Enzo Muzii                           | Itàlia                 |
| Fome de Amor                    | Nelson Pereira dos Santos            | Brasil                 |
| Gates to Paradise               | Andrzej Wajda                        | Regne Unit, Iugoslàvia |
| Hatsukoi: Jigoku-hen            | Susumu Hani                          | Japó                   |
| Il giorno della civetta         | Damiano Damiani                      | Itàlia, França         |
| India '67                       | S. Sukhdev                           | Índia                  |
| L'homme qui ment                | Alain Robbe-Grillet                  | França, Txèquia        |
| Lebenszeichen                   | Werner Herzog                        | RFA                    |
| Nevinost bez zastite            | Dušan Makavejev                      | Iugoslàvia             |
| Ole dole doff                   | Jan Troell                           | Suècia                 |
| Peppermint Frappé               | Carlos Saura                         | Espanya                |
| The Ernie Game                  | Don Owen                             | Canadà                 |
| The Immortal Story              | Orson Welles                         | França                 |
| To Grab the Ring                | Nikolai van der Heyde                | Països Baixos          |
| U raskoraku                     | Milenko Strbac                       | Iugoslàvia             |
| Week End                        | Jean-Luc Godard                      | França                 |

## Premis

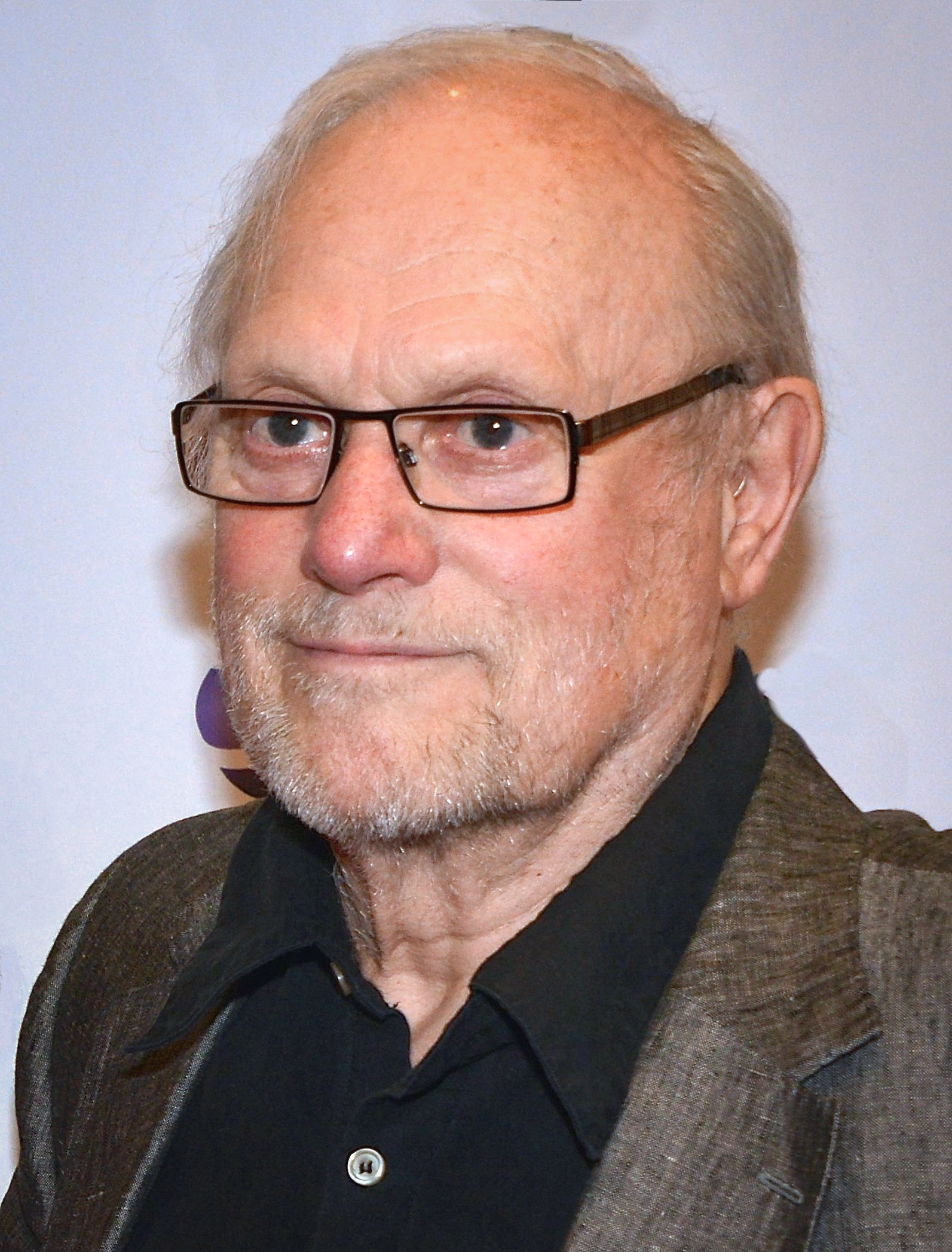
Jan Troell, guanyador de l'Os d'Or de l'any.

El jurat va atorgar els següents premis:
- Os d'Or: Ole dole doff de Jan Troell
- Os de Plata a la millor direcció: Carlos Saura per Peppermint Frappé
- Os de Plata a la millor interpretació femenina: Stéphane Audran per Les Biches
- Os de Plata a la millor interpretació masculina: Jean-Louis Trintignant per L'homme qui ment
- Os de Plata Premi Extraordinari del Jurat: 
  - Nevinost bez zastite de Dušan Makavejev
  - Lebenszeichen de Werner Herzog
  - Come l'amore d'Enzo Muzii
- Premi Festival de la Joventut
  - Millor pel·lícula adaptada per la joventut: Come l'amore d'Enzo Muzii
- Premi FIPRESCI
  - Nevinost bez zastite de Dušan Makavejev
- Premi FIPRESCI - Menció Honorífica
  - Asta Nielsen
- Premi Interfilm - Premi Otto Dibelius 
  - Ole dole doff de Jan Troell
- Premi OCIC 
  - Ole dole doff de Jan Troell
- Premi UNICRIT 
  - Ole dole doff de Jan Troell
- Placa d'Or IWG 
  - Ole dole doff de Jan Troell i Bengt Forslund\
  - L'homme qui ment d'Alain Robbe-Grillet